# Binnenstad (sneltramhalte)
Binnenstad is een van de haltes van de Utrechtse sneltram en is gelegen ten zuiden van de oude binnenstad van IJsselstein.
De halte Binnenstad is pas sinds 2 juli 2000 in gebruik. Toen werd de tramlijn naar IJsselstein verlengd met twee tramhaltes tot IJsselstein-Zuid, waar een nieuwe Vinex-woonwijk werd gebouwd.
De tramhalte ligt naast een winkelcentrum met daarboven een appartementencomplex, waarvan het dak boven de halte doorloopt bij wijze van overkapping. Het perron grenst aan een filiaal van Albert Heijn.
P+R Science Park · WKZ/Máxima · UMC Utrecht · Heidelberglaan · Padualaan · De Kromme Rijn · Stadion Galgenwaard · Station Utrecht Vaartsche Rijn · CS Centrumzijde · CS Jaarbeursplein · Graadt van Roggenweg · 24 Oktoberplein-Zuid · Winkelcentrum Kanaleneiland · Vasco da Gamalaan · Kanaleneiland Zuid · P+R Westraven · Zuilenstein · Batau-Noord · Wijkersloot · Nieuwegein City · St. Antonius Ziekenhuis · Doorslag · Hooghe Waerd · Clinckhoeff · Eiteren · Achterveld · Binnenstad · IJsselstein-Zuid